# Teresa Frassinetti
Teresa Frassinetti (ur. 24 grudnia 1985 w Genui) – włoska piłkarka wodna, reprezentantka kraju, trzykrotna olimpijka (2008 - 2016), wicemistrzyni olimpijska z Rio de Janeiro 2016, mistrzyni Europy.